# Xanthia lutescens
Xanthia lutescens là một loài bướm đêm trong họ Noctuidae.